# Sabutay Alper Bayülken
Sabutay Alper Bayülken (* 2. Mai 1985 in Bursa) ist ein türkischer Fußballspieler in Diensten von Göztepe Izmir.

## Karriere
Bayülken kam 1985 in der türkischen Großstadt Bursa auf die Welt, zog aber später mit seiner Familie ins Landesinnere in die Stadt Elazığ. Hier begann er als Vierzehnjähriger in der Jugendmannschaft von Elazığ Şekerspor mit dem Vereinsfußball. Später spielte er für die Jugendmannschaften von Elazığ Belediyespor und Elazığspor.
2004 wechselte er mit einem Profivertrag ausgestattet zum Viertligisten Bitlis Özgüzelderespor. Hier kam er in der ersten Spielzeit als Ergänzungsspieler zu lediglich acht Ligaeinsätzen; in der nächsten Spielzeit kam er dann öfter zum Einsatz. Eineinhalb Jahre später wechselte er zum damaligen Zweitligisten Altay Izmir. Hier blieb er bis zum Sommer 2007, ohne dabei für die Profis zum Einsatz gekommen zu sein. 
Nach dem Abstieg von Altay ging er zum Drittligisten Adıyamanspor. Für diesen Verein spielte er dreieinhalb Spielzeiten lang. Ab Sommer 2010 spielte er für jeweils eine Spielzeit der Reihe nach bei Adana Demirspor, Akhisar Belediyespor und Altınordu Izmir. Zur Rückrunde der Saison 2010/11 wurde sein Wechsel zum Istanbuler Zweitligisten Kartalspor bekanntgegeben. Im Sommer 2013 wechselte er nach Göztepe Izmir.

## Erfolge
Mit Göztepe Izmir
- Meister der TFF 2. Lig und Aufstieg in die TFF 1. Lig: 2014/15